# Сурогат алкоголю

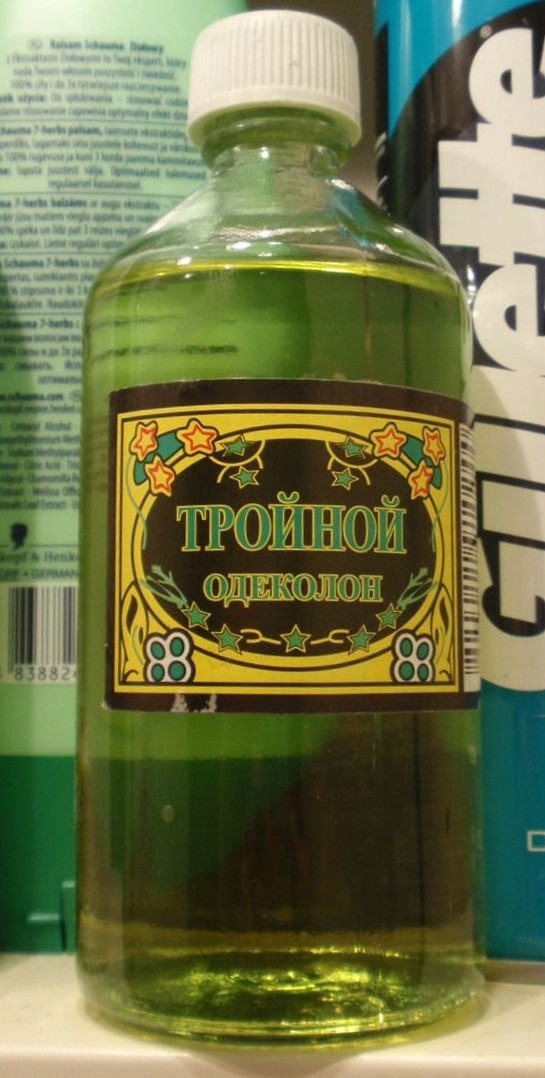
«Трійний одеколон» — популярний в СРСР сурогат алкоголю.

Сурога́т алкого́лю — не призначена для внутрішнього вживання спіртомістка рідина, яка використовуються в країнах з низьким рівнем культури замість алкогольних напоїв (у тому числі через доступність і меншу ціну). Залежно від складу, сурогат алкоголю може завдавати істотної шкоди здоров'ю або призводити до загибелі. Вживання сурогатів є типовим для пізніх стадій алкоголізму.
Країною, в якій сурогати алкоголю набули масового поширення, є Росія.

## Види сурогатів
- Малонебезпечні: одеколони, лосьйони, нехарчовий етиловий спирт та ліки, що містять етиловий спирт (настоянки глоду, собачої кропиви та інші).
- Середньонебезпечні: технічні рідини на основі етилового спирту.
- Дуже небезпечні: метиловий спирт, етиленгліколь, дихлоретан, бензин, дихлофос і рідини, що їх містять.

## Сурогати алкоголю у Росії

### Масштаб проблеми
У Росії окремі сурогати алкоголю (трійний одеколон, настій глоду, денатуранти тощо) фактично стали частиною національної культури.
За даними федеральної служби Росії з регулювання алкогольного ринку, росіяни щороку споживають від 170 млн до 250 млн літрів лосьйонів і настоянок, попит на них зростає майже на 20 % на рік. За оцінками Центру вивчення федерального і регіональних ринків алкоголю Росії, медичні настоянки і косметичні лосьйони регулярно споживають не за призначенням 12-15 млн чоловік росіян.

### Масові отруєння
У грудні 2016 року в російському Іркутську сталось масове отруєння концентратом для прийняття ван рос. «Настойка боярышника». Загинули 78 осіб.